# Taragay
Pour les articles homonymes, voir Ulugh Beg.

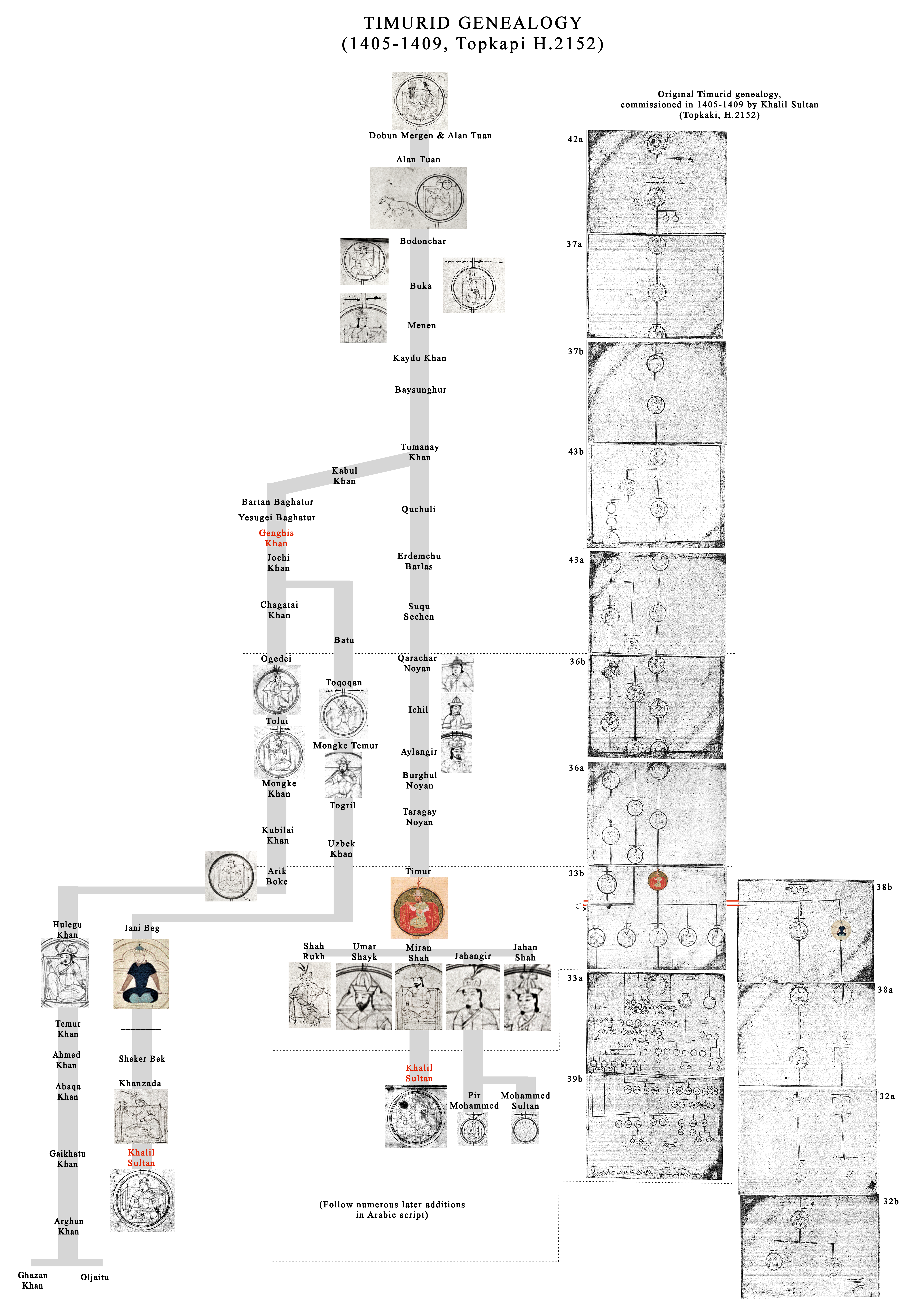
Généalogie timouride, 1405-1409, Samarkand (Musée du palais de Topkapi, H2152).

Taragay (signifiant « alouette » en turc médiéval), est le père de l'empereur Tamerlan, de la dynastie mongole des Barlas, lointainement apparentée à Gengis Khan et installée au début du XIVe siècle à proximité de Samarcande.
Arrière-petit-fils de Karachar Noyan, il se distingue parmi les autres membres de son clan comme étant le premier à se convertir à l'islam. Taragay aurait pu assumer les hauts rangs militaires qui lui sont dus par héritage, mais comme son père Burkul, il préfére se consacrer à l'étude.
Le nom de Muhammad Tāraghay est donné à son arrière-petit-fils Ulugh Beg.